# Xi Coronae Borealis
Xi Coronae Borealis (19 Coronae Borealis) é uma estrela na direção da constelação de Corona Borealis. Possui uma ascensão reta de 16h 22m 05.89s e uma declinação de +30° 53′ 30.2″. Sua magnitude aparente é igual a 4.86. Considerando sua distância de 184 anos-luz em relação à Terra, sua magnitude absoluta é igual a 1.11. Pertence à classe espectral K0III.